# Ontake
Ontake (japonsky 御嶽山, Ontake-san) (nebo On-take) je masivní vulkanický komplex, nacházející se na japonském ostrově Honšú, asi 100 km severovýchodně od města Nagoja. Komplex je tvořen stratovulkánem, jenž se rozkládá na starší kaldeře s rozměry 4×5 km a leží na jižním okraji vulkanické zóny Norikura, která se rozšiřuje na sever přes sopky Norikura a Jakedake. S výškou 3067 m jde o druhý nejvyšší vulkán v Japonsku.

## Erupce

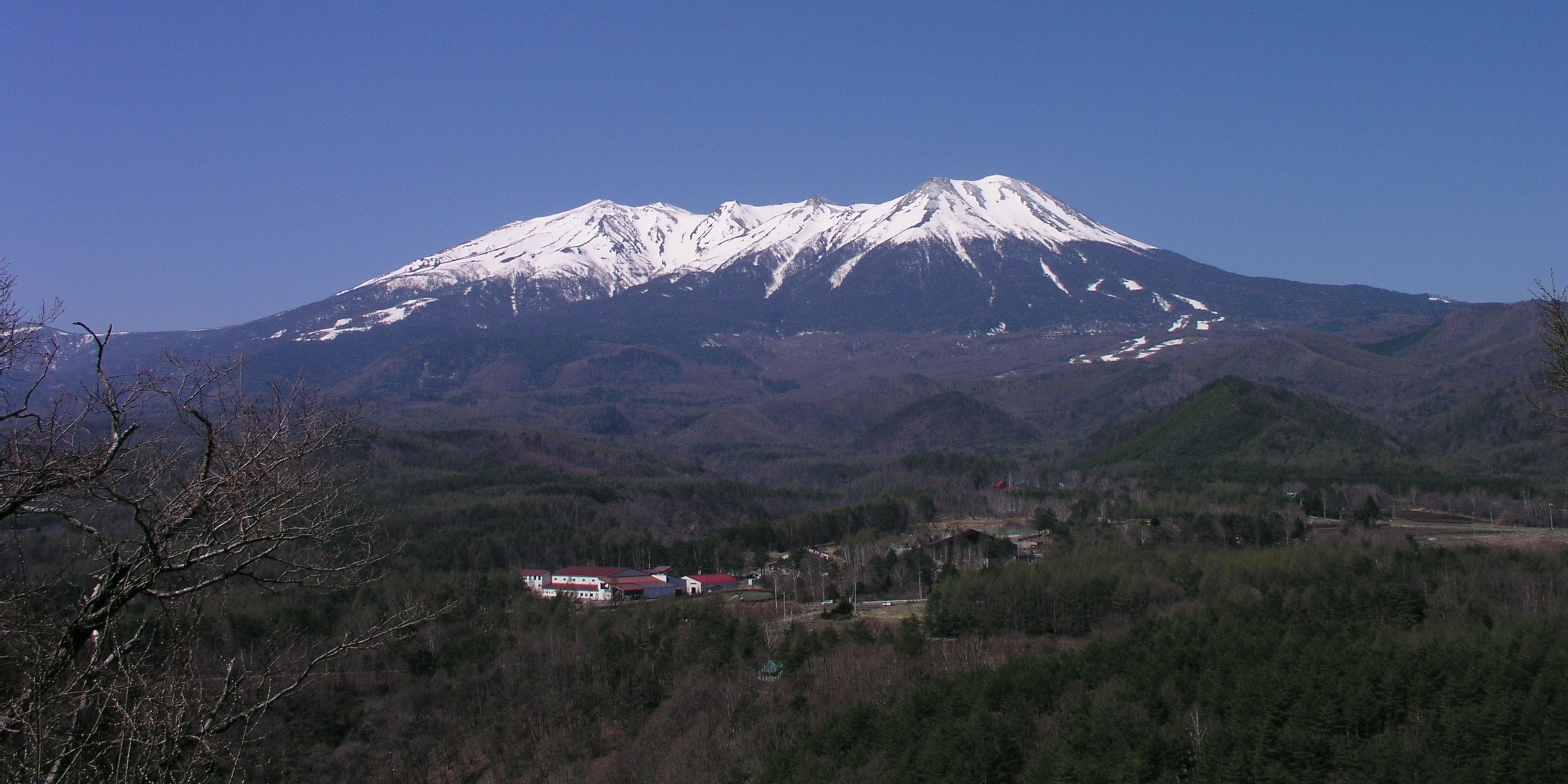
Pohled na Ontake že ZSZ

Geologická minulost komplexu sahá 680 000 let do minulosti.[zdroj?] První fáze vývoje skončila před 420 000 lety, když sopečná činnost po vzniku čtyř stratovulkánů ustala na dlouhých 300 000 let.[zdroj?]
Poslední erupce se odehrála na podzim 2014, předtím sopka vybuchla v roce 2007. Při výbuchu ze 27. září bylo zraněno přes třicet lidí, vesměs vysokohorských turistů. Celkem si výbuch sopky vyžádal smrt 56 lidí, kteří se udusili sopečným popelem. Pátrání po tělech obětí katastrofy komplikovaly další sopečné erupce a nepříznivé počasí, a proto se ho nepodařilo dokončit do příchodu zimy, kdy je cesta na vrchol hory příliš nebezpečná.